# Baddies
Baddies is een Indierockband uit Engeland die gevormd is in april 2007. De groep bestaat uit Michael Webster, Jim Webster, Simon Bellamy en Danny Rowton.
In september 2009 kwam hun eerste album Do the Job uit. Het album is opgenomen in de Rockfield Studios in Wales.

## Bekende festivals in 2009
- Roskilde
- Pukkelpop
- Reading